# Borovice Sabineova
Borovice Sabineova (Pinus sabiniana) je severoamerická tříjehličná borovice. Ze všech borovic má jedny z největších semen.

## Původ jména
Pojmenována po Angličanovi Josephu Sabineovi (právník, přírodopisec a spisovatel, který psal o hortikultuře).

## Synonyma
Pinus sabiniana je někdy také hláskována v druhovém jméně s e po n, tedy Pinus sabineana. Binomické jméno Pinus sabineana je sice používané, ale nesprávné a neschválené, a správné vědecké jméno je s i po n, v druhovém jméně: Pinus sabiniana.

## Popis
Stálezelený, jehličnatý, větrosprašný, v mládí rychle rostoucí a jednodomý strom, dorůstající do výšky 38 m. Kmen dosahuje průměru 1,2 m, bývá rovný nebo pokroucený, často též rozvětvený. Větve jsou často stoupající, plodonosné větve (větve, které nesou šišky) jsou silné a zpočátku purpurovohnědostříbrnomodrošedozelené, později šednoucí a drsné. Koruna je řídká, otevřená, nepravidelná, kuželovitá až rozeklaně lalokovitá. Borka tmavohnědá až černá, nepravidelně hluboce rozbrázděná, s nepravidelně obdélníkovými nebo hranatými, šupinatými, často se odlamujícím, hřbety; základny brázd a nižší vrstvy borky (vnitřní kůra, lýko) jsou naoranžovělé. Letorosty jsou poměrně tenčí než starší větve, zprvu též purpurovohnědostříbrnomodrošedozelené a později šedé a drsné. Pupeny jsou vejčité a červenohnědé, 10 mm dlouhé, pryskyřičnaté; pupenové šupiny mají bílé třásně na okrajích.
Jehlice směřují dolů, jsou mírně zakroucené a matně modrozelené barvy, na okrajích nepatrně vroubkované, na špičce se zužují do ostrého bodu; jehlice jsou ve svazečcích (Fasciculus) po 3. Jehlice jsou 15-38 cm dlouhé, 1,5 mm široké, se světlými a úzkými řadami průduchů na všech površích jehlic. Svazečkové pochvy jsou 24 mm dlouhé a s neopadavou základnou; jehlice zůstávají na stromě 3-4 roky.
Samčí šištice jsou elipsoidní, 10-15 mm dlouhé, žluté. Samičí šištice – šišky dozrávají za 2 roky, po dozrání z nich semena brzy vypadávají, šišky zůstávají na stromě 7 let. Jsou 15-28 cm dlouhé, převislé, masivní a těžké, téměř symetrické, před otevřením vejčité, otevřené jsou široce až úzce vejčité nebo vejčitě válcovité, hnědé, pryskyřičnaté, na 50 mm stopkách. Šupiny šišek jsou dlouhé, tlusté, s ostrým kýlem, čtyřhranné, s prodlouženými a zakřivenými výrůstky (Apophysis), spojenými dohromady s přírůstky prvního roku (Umbo) a dohromady tvořícími 2 cm dlouhé, vzhůru směřující "drápy". Semena jsou úzce obvejčitá, silnostěnná, 25 mm dlouhá a 8 mm široká, tmavohnědá, se širokými a krátkými, 10 mm dlouhými, snadno odpadávajícími křídly. Strom kvete v květnu až červnu, semena dozrávají v lednu až únoru. Semena potřebují studenou, asi čtyřměsíční stratifikaci v chladných podmínkách, kolem 4 °C.

## Příbuznost
Borovice Sabineova je blízce příbuzná borovici Coulterově (Pinus coulteri).

## Výskyt
Domovinou stromu jsou Spojené státy americké ,především Kalifornie a malá arela v Oregonu.

## Ekologie
Pinus sabiniana roste v nadmořských výškách 50-1800 m, na suchých horách a v podhůřích, obklopujících Centrální údolí (Kalifornie), od okraje Mohavské pouště až po svahy nad Tichým oceánem, v oblastech s rozdílnými srážkovými ročními úhrny - od 250 mm srážek za rok u pouště, až po 1780 mm za rok v horském pásmu Sierra Nevada (USA). Občasně zde také sněží. Průměrná střední roční teplota je 16 °C, maximální letní teploty někdy přesáhnou 41 °C.
Tento teplomilný strom, rostoucí ve vnitrozemí od pobřežního mlhového pásu (oblast s častými mlhami), nesnáší příliš silné mrazy.
Pinus sabiniana ráda roste s různými druhy dubů (například dubem modrým Quercus douglasii, dubem Quercus chrysolepis), borovicí Coulterovou Pinus coulteri, jalovcem Juniperus occidentalis a jinými. Pinus sabiniana má ráda přímé slunce, nemá ráda stín, je mrazuvzdorná do –10 °C. Půdy vhodné pro strom dobře odvádějí vodu, jsou písčité či těžké jílové, suché nebo vlhké; dospělé stromy snáší dobře sucho a dokáží růst i v na živiny chudých půdách. pH půdy je v širokém rozsahu: 5.6 - 6.0 (kyselá půda), 6.1 - 6.5 (mírně kyselá půda), 6.6 - 7.5 (neutrální půda), 7.6 - 7.8 (mírně alkalická půda), 7.9 - 8.5 (alkalická půda), nicméně nejlépe strom roste v půdách kyselých a neutrálních.
Mnoho ptáků se živí semeny stromu: datel zlatý Colaptes auratus cafer, sojka západní Aphelocoma californica californica a holub pruhoocasý Patagioenas fasciata. Jehlice, borka a semena poskytují potravu medvědovi černému Ursus americanus, čikarímu Douglasovému Tamiasciurus douglasii a veverce šedé Sciurus griseus. Jehlice a větévky spásají mula (Equus caballus x Equus asinus) a jelenec běloocasý Odocoileus virginianus.

## Nepřátelé a nemoci
Strom je někdy napadán parazitickou rostlinou z čeledi santálovité Arceuthobium occidentale, mšicemi, houbou srpovnička Fusarium circinatum, jmelím, houbou václavkou Armillaria, houbou rez vejmutovková Cronartium flaccidum.
Naopak strom je imunní vůči houbové chorobě způsobované houbou Phymatotrichopsis omnivora a proti houbové chorobě Verticiliové vadnutí.

## Využití člověkem
Dřevo je pryskyřičnaté, nepravidelného růstu a tvaru, používáno je například pro výrobu palet a jiných věcí. Pro nepravidelnou, otevřenou korunu a pokroucený kmen není strom příliš pěstován jako okrasná dřevina; je pěstován pouze v arboretech a pinetech, s odpovídajícím klimatem – například v jižní Anglii, Austrálii, západní Francii nebo kolem Středozemního moře. V malé míře je pěstována v Evropě pro dřevo. V současnosti již není pro dřevo příliš používána, v minulosti byla používána jako zdroj dřeva hlavně v průběhu Kalifornské zlaté horečky, pro blízkost stromu k polím se zlatem.
Semena borovice Pinus sabiniana konzumovalo a dodnes konzumuje mnoho kalifornských domorodých amerických (Indiánských) kmenů. Domorodí Američané semena konzumují syrová nebo pečená, případně rozdrcená na mouku a smíchaná s jinými druhy semen. Semena obsahují kolem 28 % bílkovin. Muži z kmene Sierra Miwok vyšplhávali na stromy, kde ručně, otáčením, trhali nezralé šišky přímo ze stromu, tyto nezralé šišky potom pekli po dobu 20 minut v horkém popelu a tím získávali hnědý a sladký sirup. Západní členové kmene Mono používali pryskyřici jako lék a větve jako kuchyňské nádobí pro míchání žaludové kaše. Členové kmene Ohlone (jiný název Costanoan) používali pryskyřici na léčbu revmatismu.
Jehlice byly kmenem Sierra Miwok používány jako došky, lůžkoviny a podlahoviny, borka na obklady domů. V košíkářství kalifornských domorodých Američanů byly, a v menší míře i současnými košíkáři dodnes jsou, používány kořeny a větve stromu.

## Ohrožení
Strom není ohrožen, jeho populace je považována za stabilní. Přímé ohrožení pro strom představuje kácení vegetace při rozšiřování měst, nicméně se většinou jedná o poměrně malou část území výskytu stromu. Část populace stromu se vyskytuje na chráněných územích, většina populace se ovšem vyskytuje na územích nechráněných.

## Galerie

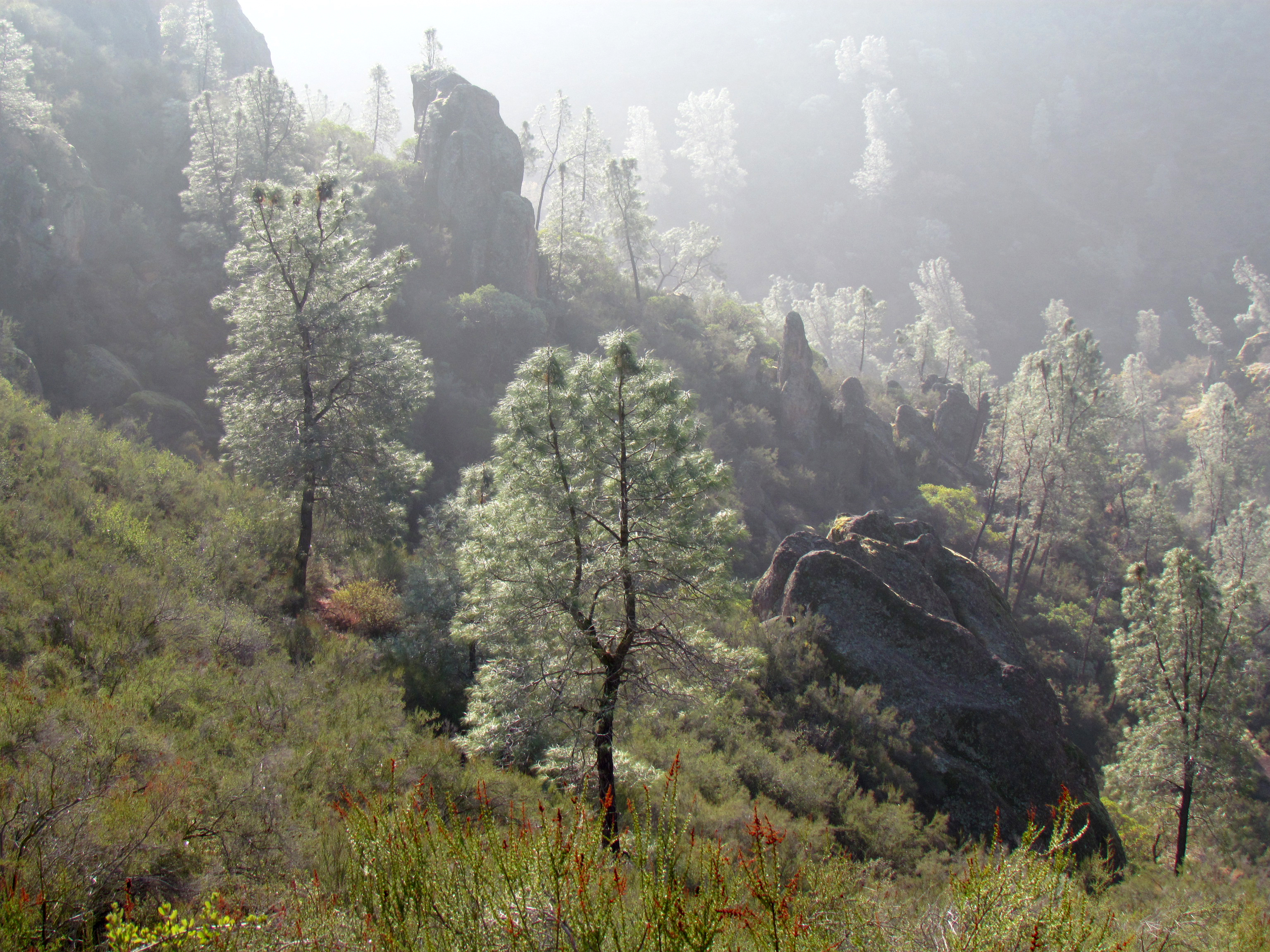
Pinus sabiniana, stromy v národním parku Pinnacles v Kalifornii, USA
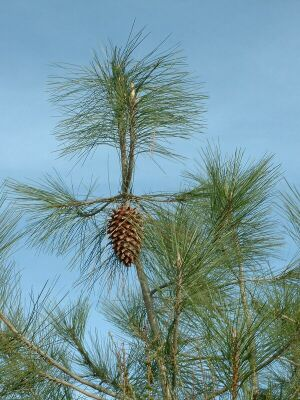
Letorost, jehlice, pupeny, borka letorostu a šiška, ve státním parku (=park pod správou státu, obdoba národního parku) Mount Diablo State Park, Kalifornie, USA
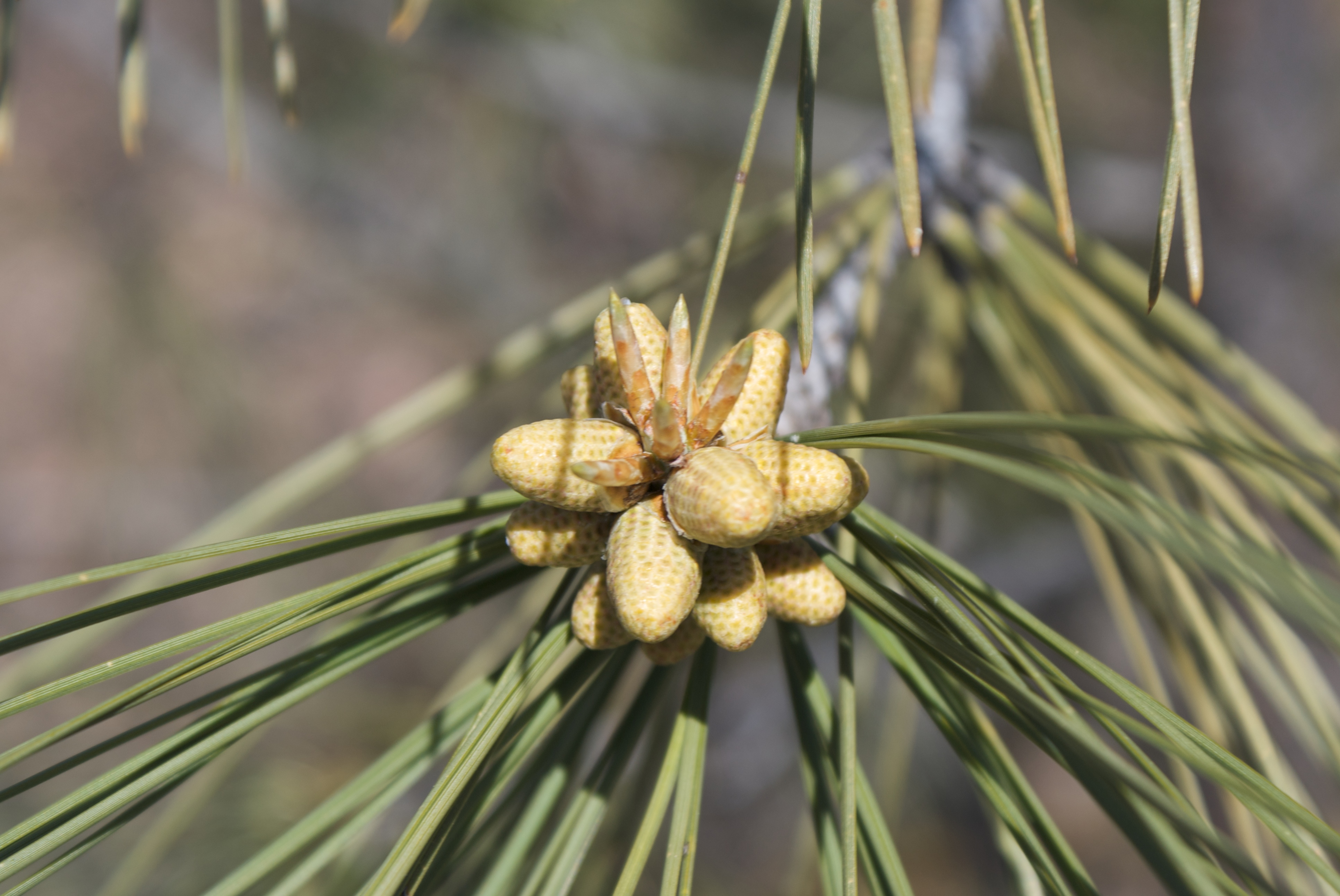
Samčí šištice na větvi, národní park Pinnacles
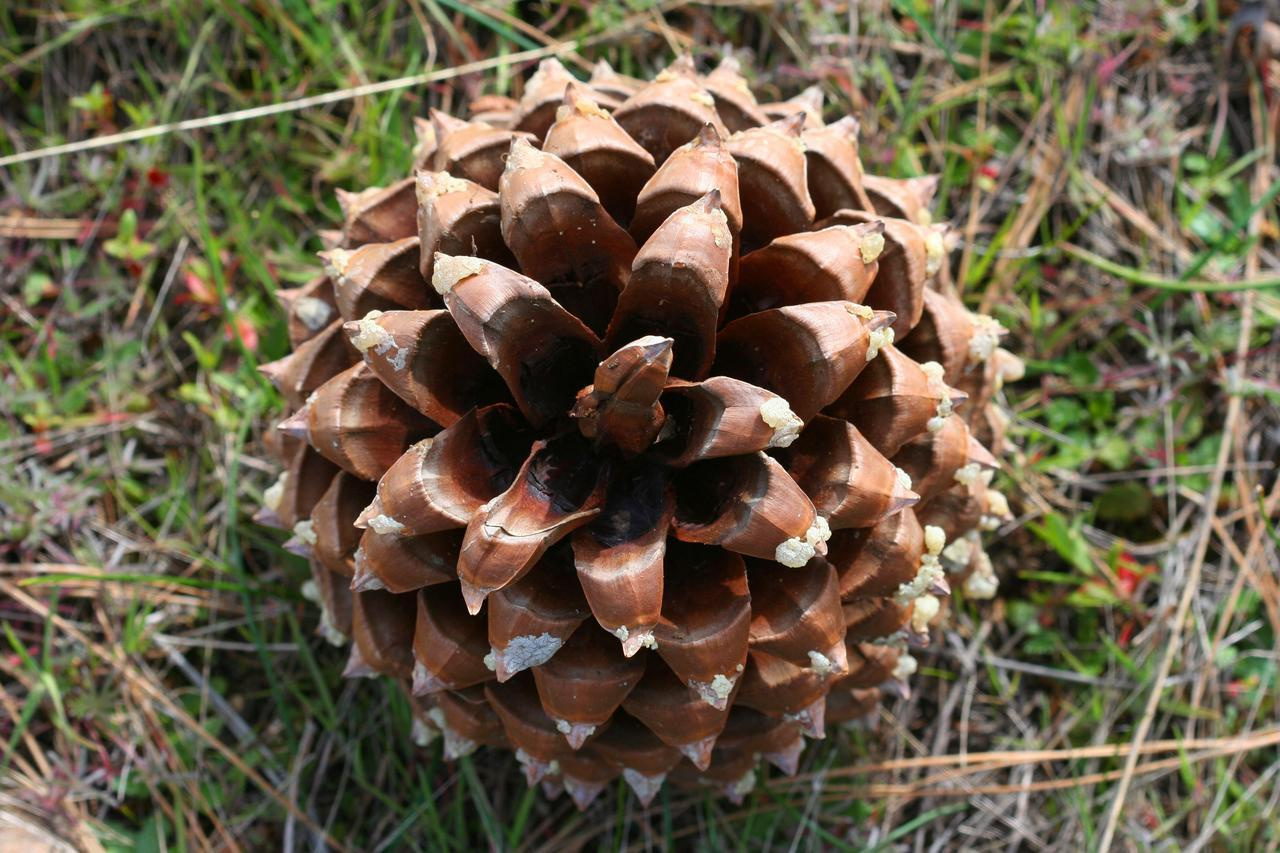
Rozevřená samičí šištice, pohled shora, okres Mariposa County, Kalifornie, USA
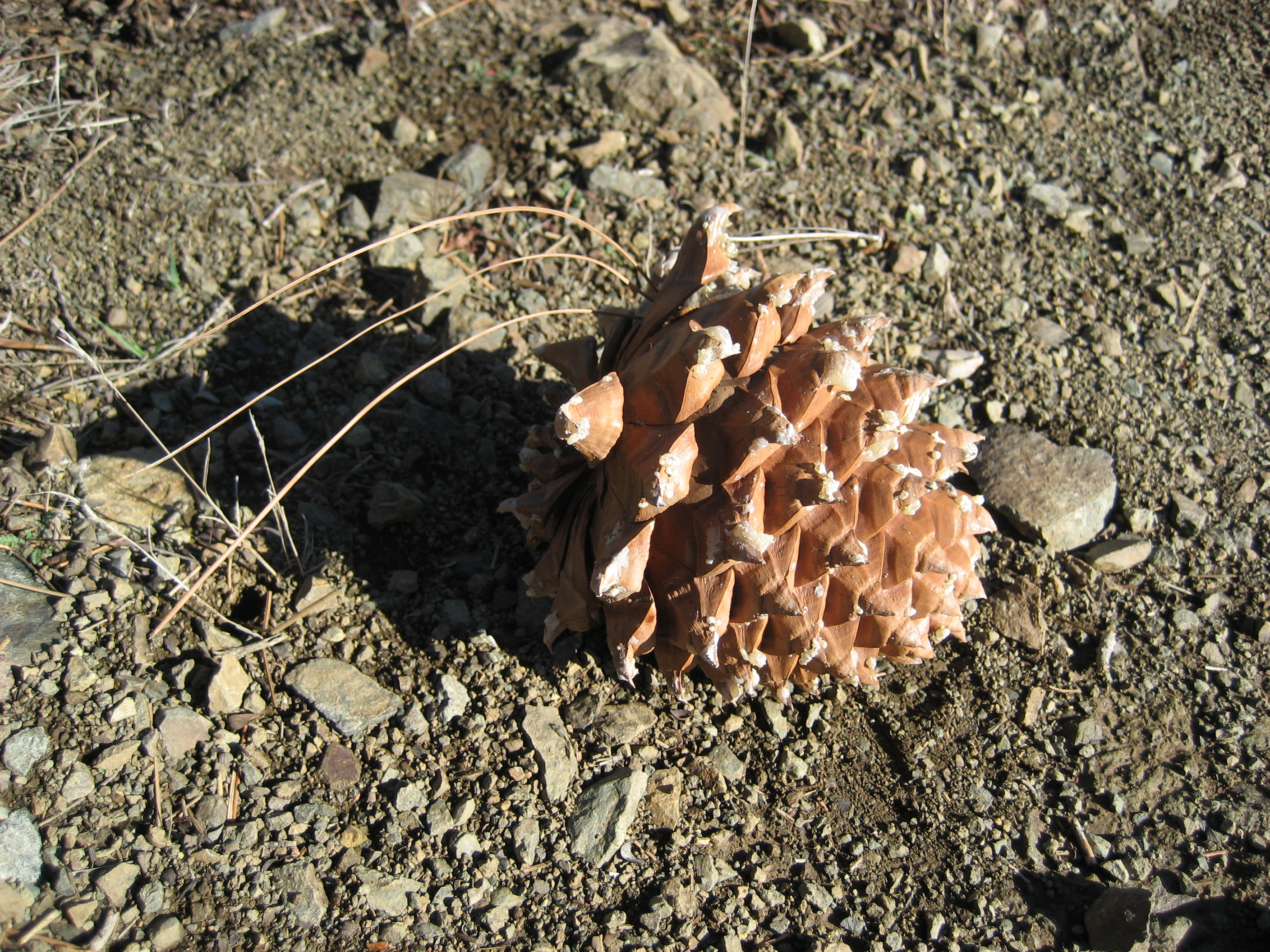
Rozevřená samičí šištice, pohled zboku, státní park Mount Diablo, Kalifornie, USA
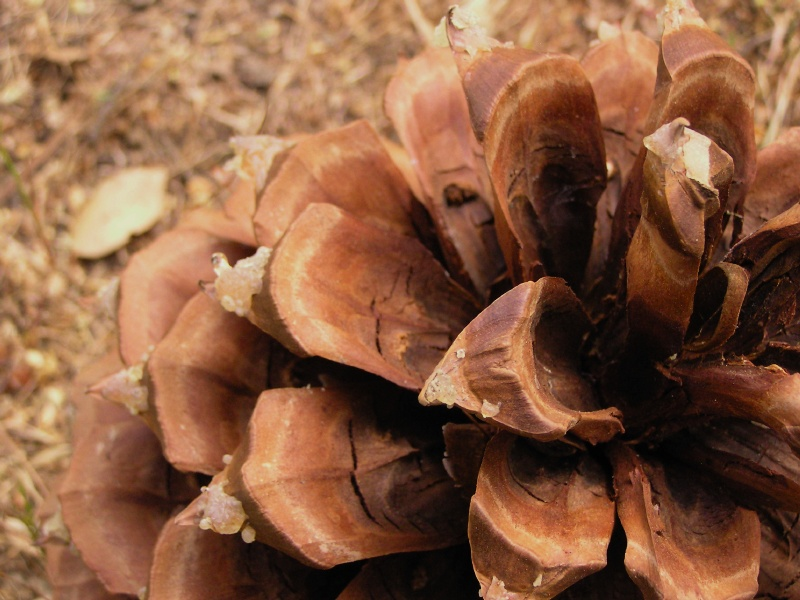
Detail šupin